# Forest City (Iowa)
Forest City é uma cidade localizada no estado americano de Iowa, no Condado de Hancock e Condado de Winnebago.

## Demografia
Segundo o censo americano de 2000, a sua população era de 4362 habitantes.
Em 2006, foi estimada uma população de 4224, um decréscimo de 138 (-3.2%).

## Geografia
De acordo com o United States Census Bureau tem uma área de
10,8 km², dos quais 10,8 km² cobertos por terra e 0,0 km² cobertos por água. Forest City localiza-se a aproximadamente 372 m acima do nível do mar.

## Localidades na vizinhança
O diagrama seguinte representa as localidades num raio de 20 km ao redor de Forest City.